# Västra Torsö
Västra Torsö este o arie protejată (arie specială de conservare — SAC, sit de importanță comunitară — SCI) din Suedia întinsă pe o suprafață de 33,9 ha, integral pe uscat.

## Localizare
Centrul sitului Västra Torsö este situat la coordonatele 56°00′27″N 14°38′30″E / 56.0075°N 14.6416°E.

## Înființare
Situl Västra Torsö a fost declarat sit de importanță comunitară în ianuarie 1997 pentru a proteja un număr necunoscut de specii din flora spontană și fauna sălbatică aflate în arealul zonei. Situl a fost protejat și ca arie specială de conservare în martie 2011.

## Biodiversitate
Situată în ecoregiunea continentală, aria protejată conține 1 habitat natural: Dune împădurite din regiunile atlantică, continentală și boreală.
La baza desemnării sitului se află un număr nedeclarat de specii protejate.